# Grad Gewerkenegg
Grad Gewerkenegg (dobesedno slovensko: Rudniški grad) je renesančni grad, ki dominira nad mestnim jedrom Idrije. Prvotno je bil zgrajen za potrebe idrijskega rudnika, v njem pa danes stanuje mestni muzej. Od leta 2012 je grad del UNESCO svetovne dediščine po okriljem dediščine živega srebra v Almadénu in Idriji.

## Namembnost
Z odkritjem živega srebra v Idriji konec 15. stoletja so rudarske dejavnosti kmalu povzročile urbanizacijo. Grad Gewerkenegg so med leti 1522 in 1533 zgradili lastniki za upravljanje tedanjega rudnika. Njegovo ime izhaja iz nemščine, dobesedno pa bi ga lahko prevedli kot »rudniški grad«. Grad se po pravilih gradoslovja ne uvršča med prave gradove, saj v njem ni nikoli prebival plemiški sloj in ni bil namenjen obrambi. Njegova primarna vloga je bila skladišče za uskladiščenje izkopanega živega srebra in hrane, saj pozimi dostop v Idrijo ni bil mogoč, ter kot upravna stavba rudnika. Kot skladišče je služilo do 18. stoletja, ko je bilo v Idriji zgrajeno namensko skladišče (Magazin). Grad so med drugo svetovno vojno raketirale Južnoafriške zračne sile. Trenutno je ena najstarejših stavb v Idriji, v gradu pa se od leta 1953 na 2000 m2 razprostira Mestni muzej Idrija in Glasbena šola Idrija.
Pod gradom so na predelu Na Tomu za poganjanje kamšti Ahacijevega jaška leta 1533 zajezili potok Nikovo.

## Arhitektura
V gradu je bila do leta 1851 kapela sv. Ahacija, ki je služila izrednim bogoslužjem. Iz leta 1521 je ohranjena prošnja, da bi v kapeli hranili živo srebro. Pod nekdanjo kapelo so ohranjene ječe. Oltar sv. Ahacija je bil prenešen v kapelo sv. Janeza Nepomuka pod gradom.
Grad se nahaja na manjši vzpetini v zahodnem delu mestnega jedra. Grad je približno pravokotne oblike, s tremi obrambnimi stolpi, postavljenimi na severozahodnem, severovzhodnem in jugozahodnem vogalu. Južna stran meji na strmo pečino ob potoku Nikova, zato jugovzhodni vogal nima stolpa in je le povečan vogal. Sredi vzhodne stene se nahaja zvonik z uro. Grad ima dva vhoda: na vzhodni strani je stopnišče z mostom čez Nikovo, na zahodno stran pa se dostopa s ceste, ki vodi neposredno na dvorišče.
Grad je bil obnovljen dvakrat v letih 1988 in 2017. Na dvorišču z arkadnimi hodniki so odkrili in kvalitetno obnovili ornamentalno arhitekturno poslikavo.